# Zeeuwsche Bank
De Zeeuwsche Bank was een bank te Middelburg.
De N.V. Zeeuwsche Bank werd op 5 april 1913 opgericht met een kapitaal van 50.000 gulden. Zij begon haar activiteiten met de overname van het bijkantoor in Middelburg van de Kanter en Hordijk’s bank. Jarenlang leken de zaken goed te gaan; over 1919 werd nog 6,5% dividend uitbetaald en tot in oktober 1925 plaatste zij advertenties met haar rentetarieven. Kort daarop werd gemeld dat de vennootschap in ontbinding was gegaan omdat 75% van het kapitaal verloren was. Op de vergadering van crediteuren bleek het verlies echter veel ernstiger: het kapitaal was geheel verloren en aan crediteuren zou hoogstens 55-60% kunnen worden uitgekeerd. Als oorzaak van de problemen werd genoemd dat de aandelen van de bank grotendeels in bezit waren van iemand die ook debiteur van de bank was. In december 1925 ontvingen crediteuren een eerste uitkering van 20%.